# Ectophasia ancora
Ectophasia ancora là một loài ruồi trong họ Tachinidae.